# Mississippi-Kompanie

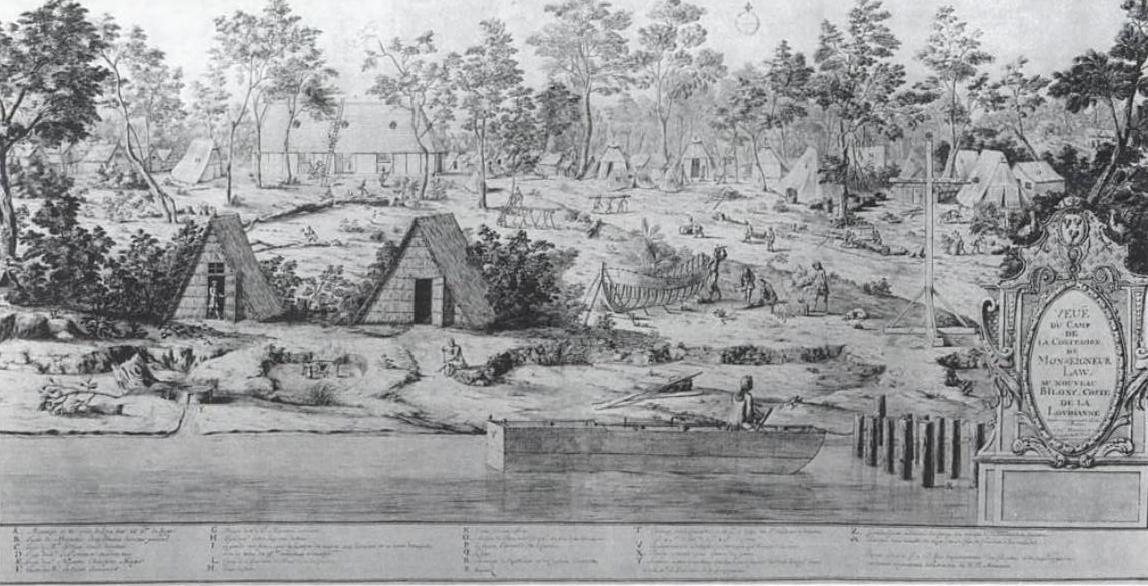
Abbildung einer Niederlassung John Laws in Bilocci, Dezember 1720

Die Mississippi-Kompanie, französisch La compagnie du Mississippi, bestand im Kern seit 1684 in der französischen Kolonie Louisiane (Nouvelle-France). Sie wurde im August 1717 von John Law de Lauriston aus der Französischen Westindienkompanie (französisch Compagnie des Indes Occidentales Françaises) in die Compagnie d'Occident (englisch Company of the West) umgegründet.

## Geschichte

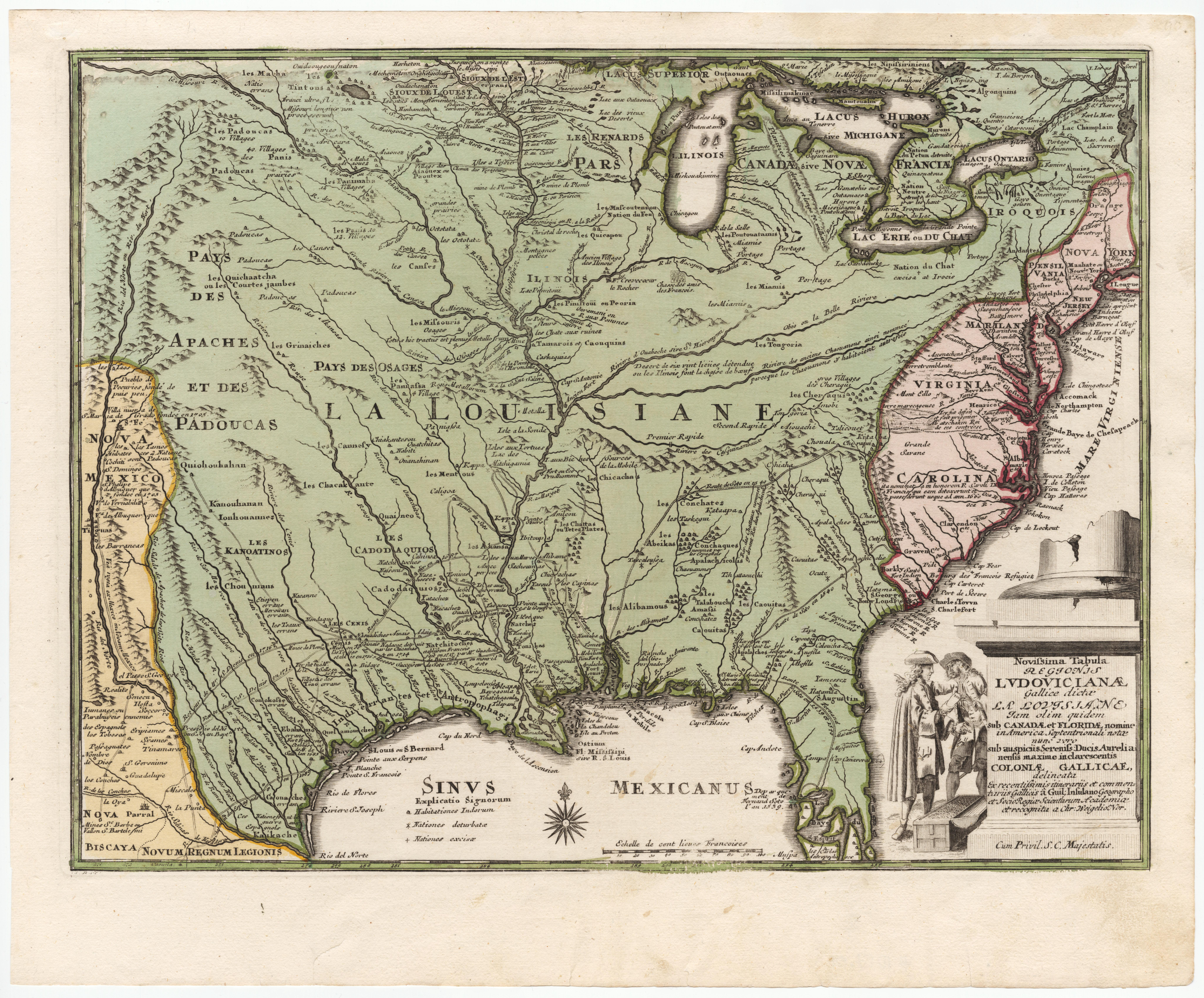
Weigel, La Louisiane, 1719

Law hatte im Mai mit der Unterstützung des Königs (Regenten) die Banque Générale Privée („Allgemeine Privatbank“) gegründet, die die Anteile zunächst äußerst erfolgreich handelte. Die neue Gesellschaft erhielt von der königlich-französischen Regierung für 25 Jahre ein Handelsmonopol zwischen Frankreich und dem Mississippi-Gebiet in Nordamerika und für die Antillen.
1719 erwarb die Gesellschaft die Compagnie des Indes orientales, die Compagnie de Chine und weitere Handelsgesellschaften. Daraus entstand die Compagnie des Indes (perpétuelle) oder kurz la Compagnie des Indes.
1721 geriet die Kompanie in die „Mississippi-Blase“ und der Aktienwert des Unternehmens stürzte ab.